# Pseudoselago
Pseudoselago ist eine 28 Arten umfassende Pflanzengattung aus der Familie der Braunwurzgewächse (Scrophulariaceae).

## Beschreibung
Selago-Arten  sind heidekrautartige, stark verzweigte Zwergsträucher oder gelegentlich ausdauernde oder einjährige krautige Pflanzen. Sie sind behaart bis filzig behaart. Die Stängel sind niederliegend bis kriechend, aufstrebend oder aufrecht. Für gewöhnlich sind sie geflügelt oder gerillt. Die Laubblätter sind stammbürtig, aufsitzend und stehen einzeln oder in Büscheln, im unteren Bereich sind sie gegenständig, werden nach oben jedoch mehr und mehr wechselständig. Die Blattspreite ist linealisch geformt, nach vorn hin sind sie zugespitzt bis abgestumpft, der Blattrand ist ganzrandig.
Die Blüten sind aufsitzend. Der Kelch ist tief in fünf nahezu gleich große Lappen geteilt, wobei der achszugewandte (adaxiale) Kelchlappen der kürzeste ist. Die Krone ist weiß gefärbt und besitzt einen orange Fleck an der Oberlippe. Der Kronsaum ist in zwei Lippen geteilt, wobei die obere Lippe aus zwei oder vier Kronblättern zusammengesetzt ist, die untere entsprechend aus drei oder einem Kronblatt. Es sind vier Staubblätter vorhanden, von denen die achsabgewandten (abaxialen) zwei über die Krone hinausstehen. Der Fruchtknoten ist elliptisch langgestreckt. Die Narbe ist zungenförmig.
Die Früchte enthalten zwei eingedrückte Samen, die auf einer Seite konvex sind, auf der anderen Seite mehr oder weniger gerade.

## Vorkommen
Die 28 Arten der Gattung sind in der südwestlichen Kapregion Südafrikas zu finden.

## Systematik
Mit Ausnahme einer Art wurden alle Arten dieser Gattung 1995 von der südafrikanischen Botanikerin Olive Mary Hilliard (geb. 1926) im Edinburgh Journal of Botany, vol. 52(3): Seite 245–328 für diese Gattung erstbeschrieben. 2012 kam noch eine weitere Art hinzu: Pseudoselago hilliardiae J.C.Manning & Goldblatt. Sie kommt im Westkap vor.
Hierher gehört beispielsweise:
- Pseudoselago serrata (P.J.Bergius) Hilliard (Syn.: Selago serrata P.J.Bergius)